# セメント樽の中の手紙
『セメント樽の中の手紙』（セメントだるのなかのてがみ）は1926年（大正15年）に「文芸戦線」で発表された葉山嘉樹の短編小説。プロレタリア文学初期の名作として知られる。

## 背景
作者の葉山は名古屋での労働争議（名古屋事件）を原因として治安警察法第17条、30条に違反したとされ懲役2カ月の判決を受け1922年（大正11年）5月より名古屋刑務所に収監されたのち、再度、1923年（大正12年）には第1次共産党事件を原因として検挙され、1924年（大正13年）より懲役7カ月で巣鴨刑務所に服役していた。本作品を発表する直前の1925年（大正14年）3月に巣鴨刑務所を出獄したのち、発電所工事に従事しており、年譜によればこの年の12月4日に「雪の降り込む廃屋に近い、土方飯場」において一日で書き上げたと伝えられる。葉山の労働運動は名古屋事件が頂点であり、このとき葉山は妻の出奔や二児の死を知るなどし、失意のうちに労働運動から離脱していた。『セメント樽の中の手紙』の直前の5月に脱稿した作品に『出しやうのない手紙』がある。これは主人公であり作者の「俺」が、入獄中に失踪した妻に二人の子供の安否を尋ねる手紙形式の作品であった。男が不貞の女へと問いかける手紙の構造は、のちに書かれる『セメント樽の中の手紙』の「貞節な女工からの死んだ恋人を求める」手紙では、意図的に逆の構造とされた。

## あらすじ
生活に余裕のない労働者である土工・松戸与三は休む間もなくセメントを混ぜる中、セメント樽から小さな箱を見つける。終業後、自身の長屋でその小箱を開けると、中にはボロ布に包まれた手紙が入っていた。この手紙は、セメント袋を縫う女工より出されたものであった。
手紙では、女工には破砕器へ石を入れることを仕事とする恋人がいたが、ある日、恋人は破砕器に挟まってしまい、石と共に砕かれ、細かな石となり、焼かれ、骨も肉も魂も恋人の一切は「立派なセメント」になってしまったことが伝えられ、このセメントが何に使われるのか知りたいと返事を求められる。
手紙を読んだ与三は子どもたちの声で我を取り戻し、へべれけに酔いたい、何もかもぶち壊したいと怒鳴るが、妻から子どもたちはどうするのかと叱られる。与三は「細君の大きな腹の中に七人目の子どもを見た」として物語は終わる。

## 作品構造
『セメント樽の中の手紙』は第1段の「セメント袋開けをする土工・松戸与三の労働風景」第2段の「女工からの手紙」第3段の「新しい松戸与三の世界」の3段によって構成されており、与三が、女工からの手紙を受け取り、新しい世界が開かれる構成となっている。
『セメント樽の中の手紙』では説明的な文章が少なく、描写的な文章を中心として物語が綴られる。第2段の解釈についても読者によって、女工の社会への抵抗を読み取ったり、ひたむきな愛情を読み取るなど受け取り方は様々に分かれる。臼井吉見は1952年（昭和27年）9月の「文芸」において「ロマンティックなみずみずしさ」について述べ女工の清純さに心を打たれた、と第2段を中心とした感想を記した。
第3段においても、与三が女工からの手紙を読みどのように受け止めたかは具体的に触れられない。したがって、その心情は読者の想像・判断に任せられる。
国語教育学者の小野牧夫は『セメント樽の中の手紙』について、形式的な主人公は手紙の読み手である与三であるが、本質的な主人公は女工であり、彼女が書いた手紙によって作品の筋が構築される。この手紙を通して労働者である与三は世界を認識し女工との連帯が生まれる、との解釈をし、近代文学研究者の田中実は、女工の手紙による連帯の訴えにより、職場と家との二重の閉塞状況にある与三がいっそう自身を解体され現実を認識する、という読み方を提示した。読者の想像力がなければ読むことが出来ず、受け取り手によりさまざまに解釈される『セメント樽の中の手紙』は国語教材に利用されることが多い。

## 評価
作者の葉山は『セメント樽の中の手紙』発表前年である1925年（大正14年）に「文芸戦線」から発表した『淫売婦』により高い評価を受けていたが、この作品によりその評価は不動のものとなった。山田清三郎は『セメント樽の中の手紙』掲載号の編集後記で「『セメント樽の中の手紙』は、十枚に足らぬ短篇だが、やはり強く打つものがある。これを読んで、今の社会に対して憤りを感じないものはあるだろうか」と賞賛した。
発表当時、この作品は思想や文学的立場の異なる人々からも支持され、宇野浩二は1926年1月17日の報知新聞「年頭月評（完）プロレタリアのお伽噺」 上で、『淫売婦』は感心しなかったが『セメント樽の中の手紙』は「芸術作品としても優れたものであり」「プロレタリアのおとぎ噺めいていて、しかも真実の叫び」があり「すぐれた、愛すべき作品」であると評している。但し、必ずしも絶賛されていたわけではなく、青野季吉や萩原恭次郎らには、大衆小説のようだとも揶揄された。
多くのプロレタリア文学の中でも感動的な短編の一つとして知られており、文学教材としての評価も高い。1961年（昭和36年）に東京の国語教師の会で取り上げられたことをきっかけに、1967年（昭和42年）には秀英出版の副読本『現代文学選』に掲載され、1973年（昭和48年）にははじめて学校図書に収録された。これ以降多くの高校の国語教科書に掲載され、広く読まれるようになった。
荒俣宏は『プロレタリア文学はものすごい』にて本作品を取り上げ、怪奇小説家である江戸川乱歩の『芋虫』などと比較し、その類似を述べた。文芸評論家の楜沢健もまた、本作品はプロレタリア文学や労働小説というだけではなく、怪奇幻想小説や猟奇小説という読まれ方や、大衆文学としても広く論じられてきたと述べている。